# Wolfgang Jahn (Wirtschaftswissenschaftler)

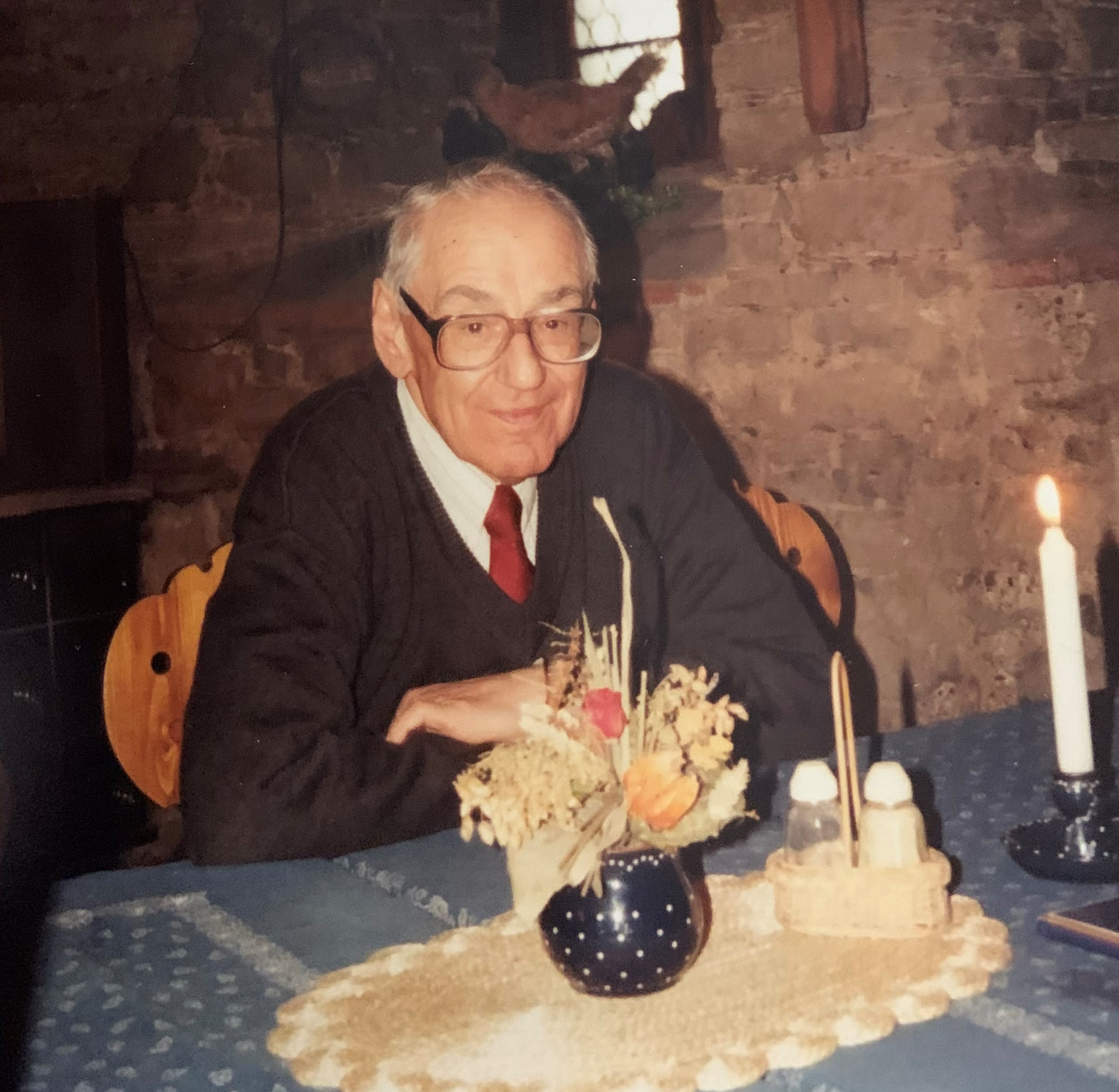
Wolfgang Jahn als emeritierter Professor

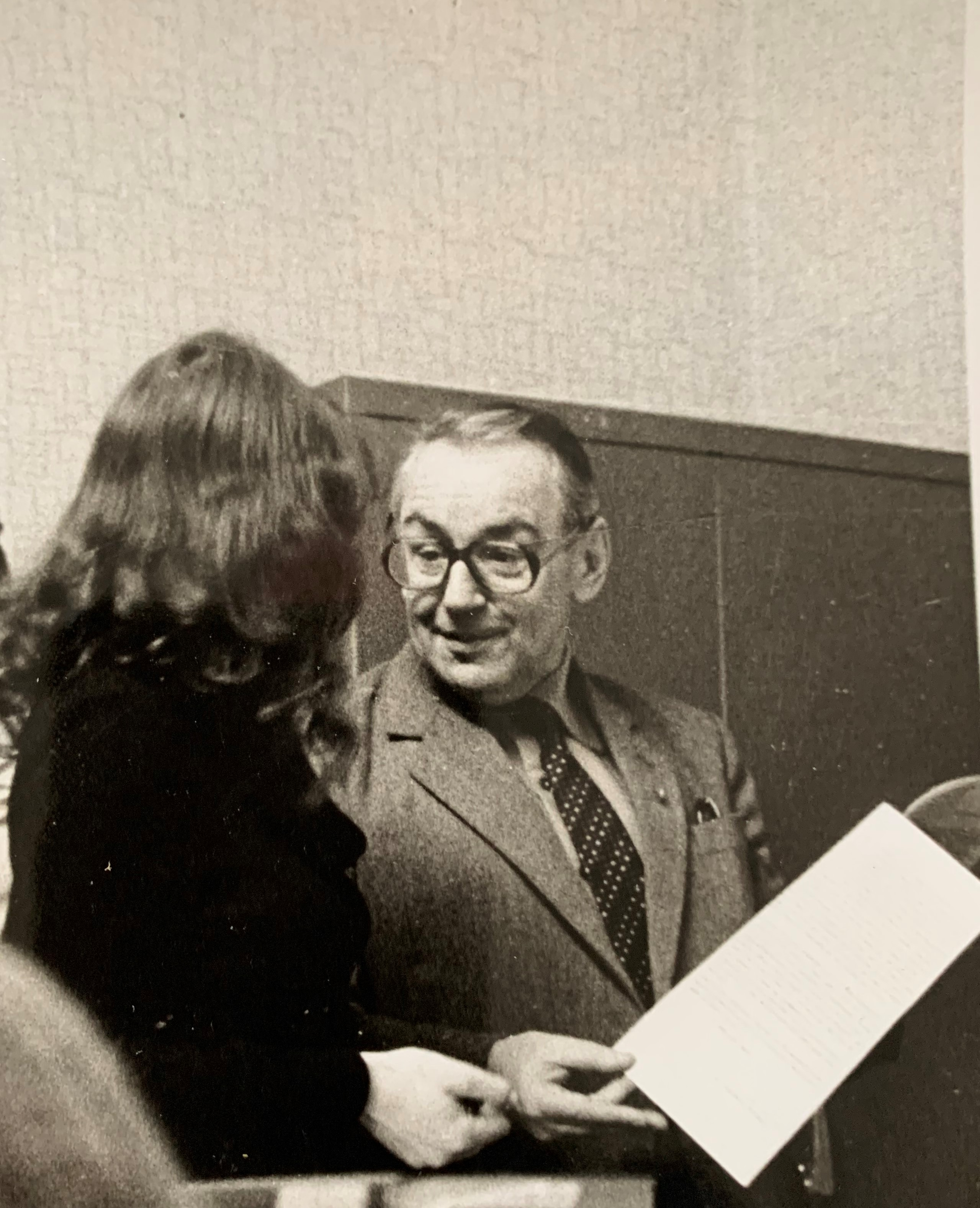
Wolfgang Jahn bei der Diskussion mit einer Mitarbeiterin

Wolfgang Jahn (* 22. Februar 1922 in Erfurt, Provinz Sachsen, Freistaat Preußen; † 3. Januar 2001 in Dresden) war ein deutscher marxistischer Ökonom und Marx-Engels-Forscher. Er war Professor und Prorektor für Gesellschaftswissenschaften an der Martin-Luther-Universität Halle und über viele Jahre Leitungsmitglied des wissenschaftlichen Rates für Marx-Engels-Forschung der DDR. Internationale Bekanntheit erlangte er vor allem durch seine umfangreiche Erforschung des ökonomischen Nachlasses von Karl Marx und durch seine Arbeit an der Marx-Engels-Gesamtausgabe MEGA².

## Leben
Geboren in einer Arbeiterfamilie besuchte Wolfgang Jahn von 1928 bis 1937 die Volks- und Mittelschule in Erfurt. Anschließend absolvierte er eine kaufmännische Lehre. Im Jahre 1941 wurde er zum Kriegsdienst in die Wehrmacht einberufen und war von 1944 bis 1947 in amerikanischer Kriegsgefangenschaft.
Nach seiner Entlassung legte Wolfgang Jahn 1947 die Sonderreifeprüfung ab, studierte bis 1950 Sozialwissenschaften mit dem Schwerpunkt Politische Ökonomie an der Friedrich-Schiller-Universität in Jena und schloss als Diplomwirtschaftler ab. 1956 erfolgte seine Promotion (Dr.oec.) an der Humboldt-Universität zu Berlin mit einer Dissertation über den Beginn der ökonomischen Studien beim jungen Marx. 1965 habilitierte sich Wolfgang Jahn an der Universität Rostock.
Im Jahre 1951 erfolgte die Ernennung zum Dozenten für Politische Ökonomie an der Berliner Humboldt-Universität. Seit 1954 bis Sommer 1987 war Wolfgang Jahn an der Martin-Luther-Universität in Halle tätig, u. a. von 1954 bis 1964 als Prorektor für Gesellschaftswissenschaften und von 1965 bis 1970 als Direktor der Sektion Marxismus-Leninismus. 1957 wurde er zum Professor für Grundlagen der Politischen Ökonomie berufen, 1987 erfolgte seine Emeritierung. Wolfgang Jahn gehörte über viele Jahre als Leitungsmitglied dem Wissenschaftlichen Rat für Marx-Engels-Forschung der DDR an.
1974 wurde Wolfgang Jahn mit dem Karl-Marx-Orden ausgezeichnet.

## Privates
Wolfgang Jahn war verheiratet mit Gertrud Jahn und hatte drei Töchter. Sein Vater Hermann Jahn war ein antifaschistischer Widerstandskämpfer, deutscher kommunistischer Politiker und kurz vor seinem Tod für einige Monate Oberbürgermeister der Stadt Erfurt. Sein Bruder Günther Jahn war ein deutscher SED-Funktionär, Mitglied des Zentralkomitees der SED und Volkskammerabgeordneter der DDR sowie Erster Sekretär des Zentralrates der FDJ.

## Editions- und Forschungsschwerpunkte

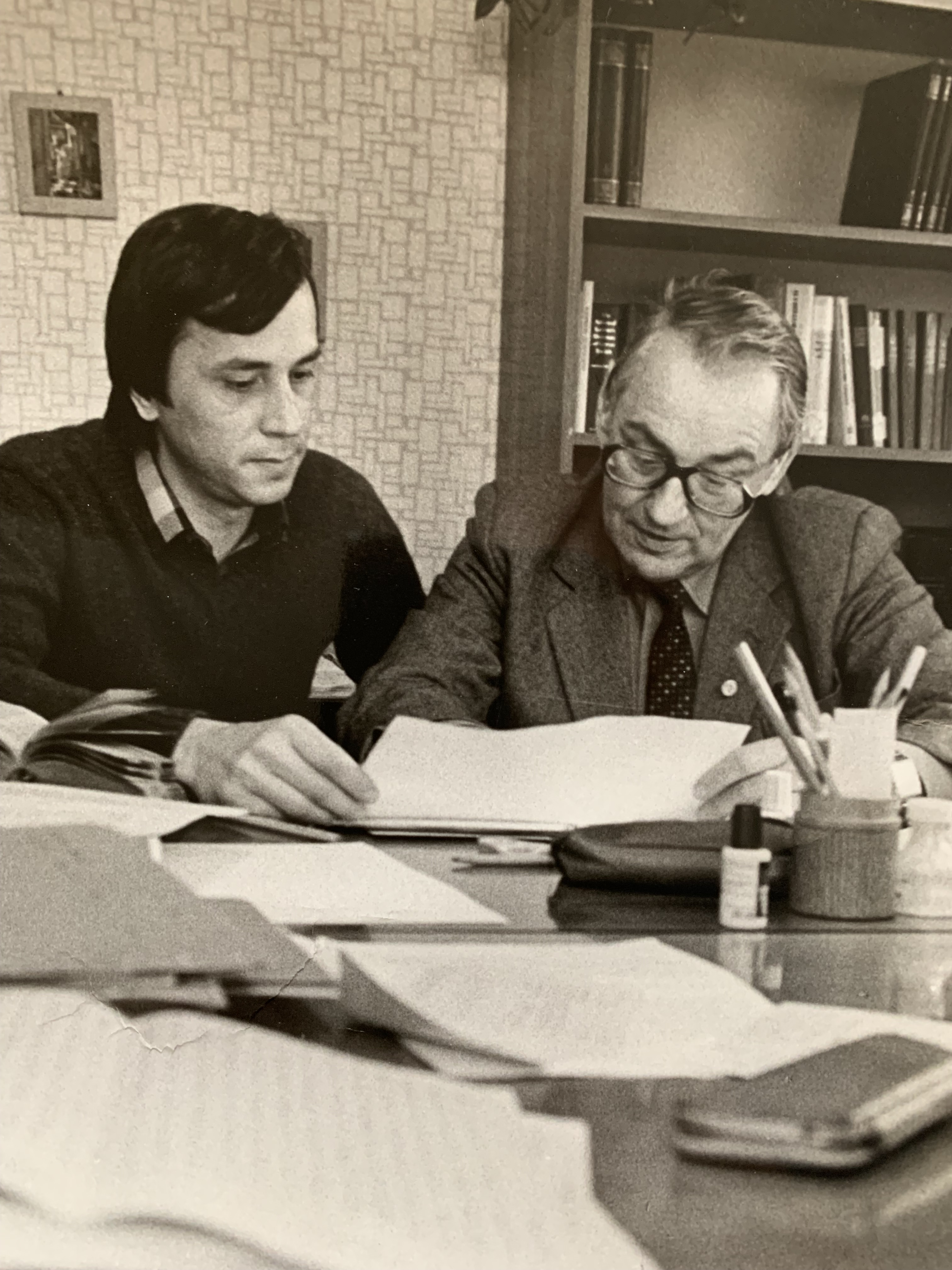
Wolfgang Jahn bei der Arbeit an der MEGA²

In den Jahren von 1970 bis 1987 leitete Wolfgang Jahn die Marx-Engels-Forschungsgruppe an der Martin-Luther-Universität in Halle. Im Auftrag des Berliner Instituts für Marxismus-Leninismus beim ZK der SED wurden unter seiner Leitung die MEGA² -Bände II/3.3, II/3.4, IV/7 und IV/8 bearbeitet. An weiteren Bänden der II. und IV. Abteilung der MEGA² wirkte er mit. Gemeinsam mit weiteren Kollegen der Martin-Luther-Universität gab er von 1976 bis 1988 die Arbeitsblätter zur Marx-Engels-Forschung (23 Hefte und ein Sonderheft) heraus.
Wolfgang Jahn betreute selbst etwa 50 Dissertationen A zu Themen der Marx-Engels-Forschung. Im Umfeld der Forschungsgruppe entstanden weitere ca. 40 Diplomarbeiten und 10 Dissertationen B. Bekanntheit über die DDR hinaus erlangte er mit seiner Schrift „Die Marxsche Wert- und Mehrwertlehre im Zerrspiegel bürgerlicher Ökonomen“, Berlin 1968. Populär wurde seine seit 1983 in drei Auflagen erschienene „Einführung in Marx‘ Werk ‚Das Kapital‘, Erster Band“. Ernst Theodor Mohl meinte insofern: Die „‘heimliche Hauptstadt‘ der DDR-Marx-Engels-Forschung mit dem Schwerpunkt ‚Geschichte des Marxschen ‚Kapital‘ ist Halle“. War Vitalij Vygodskij in den sechziger bis achtziger Jahren des 20. Jahrhunderts in der Sowjetunion prägend für die Erforschung des ökonomischen Nachlasses von Marx, so war dies Wolfgang Jahn in der DDR. Vygodskij selbst spricht von einer „Schule der Wissenschaftler“, die im Umfeld der MEGA² auf Jahn zurückgeht und er betont dessen Verdienst, die Bedeutung der Marxschen Exzerpte für die Herausbildung der Kritik der politischen Ökonomie erkannt zu haben.
Eine besondere Bedeutung kam für Jahn dabei den 24 „Londoner Heften 1850-53“ zu, da sie nach seiner Meinung die Vorgeschichte des von Marx 1859 der Öffentlichkeit vorgestellten sechsgliedrigen Aufbauplans der Kritik der Politischen Ökonomie bildeten und zugleich wichtige inhaltliche Prämissen deutlich machten. Mit einem Grundsatzartikel im Marx-Engels-Jahrbuch 1 eröffnete er 1978 eine Diskussion zum sechsgliedrigen Aufbauplan. Dabei bezog er sich auf Beiträge von Henryk Grossmann und Roman Rosdolsky. Unterstützung erhielt er von Albert Kogan sowie Vitalij Vygodskij. Im Ergebnis der Diskussion setzte sich bis Ende der achtziger Jahre innerhalb der MEGA²-Edition die Position durch, dass Marx‘ Aufbauplan von 1859 für das Gesamtwerk gültig blieb. Diese Auffassung war auch Konsens in der Forschungsgruppe in Halle. Einen vorläufigen Höhepunkt dieser Forschungen sollte eine für 1992 geplante Monografie zum sechsgliedrigen Aufbauplan bilden. Mit der Teilnahme von neun Mitgliedern (inklusive Wolfgang Jahn) der Gruppe war eine Behandlung von dessen Kernthemen möglich. Dazu kam es jedoch nicht mehr, da alle Mitglieder bis Sommer 1991 abgewickelt und entlassen wurden.

## Bibliographie
Auswahl, eine vollständige Auflistung findet sich in den Einzelnachweisen:
- Die ersten Anregungen zur Aufnahme ökonomischer Studien und der Beginn ökonomischer Studien beim jungen Marx. Dr. oec. Diss. Humboldt‐Universität Berlin 1956
- (und Dieter Bergner) Der Kreuzzug der evangelischen Akademien gegen den Marxismus. Berlin 1960. (Russische Übersetzung: Moskau 1961)
- Die Haupttendenzen der Verfälschung und Entstellung der Marxschen Lehre von Wert, Mehrwert und Kapital durch die modernen bürgerlichen Ökonomen, insbesondere Westdeutschlands. Habilschrift. Wilhelm‐Pieck‐Universität Rostock 1965
- Die Marxsche Wert‐ und Mehrwertlehre im Zerrspiegel bürgerlicher Ökonomen. Berlin 1968
- (und Roland Nietzold): Probleme der Entwicklung der Marxschen politischen Ökonomie im Zeitraum von 1850–1863. In: Marx‐Engels‐Jahrbuch 1. Berlin 1978
- Die Entwicklung der Ausgangskategorie der politischen Ökonomie des Kapitalismus in den Vorarbeiten zu Marx‘ „Kapital“. In: …unsrer Partei einen Sieg erringen. Studien zur Entstehungs‐und Wirkungsgeschichte des „Kapitals“ von Karl Marx: Sammelband. Berlin 1978
- (und Dietrich Noske): Über die methodologischen Voraussetzungen der Marxschen politischen Ökonomie. In: Wissenschaftliche Zeitschrift der Martin‐Luther‐Universität G. Heft 5. Halle 1979
- Einführung in Marx‘ Werk „Das Kapital“, Erster Band. Berlin 1983
- Die neuen Erkenntnisse von Marx im Manuskript von 1861–1863 zu Maschinensystem, Produktivität, Charakter der Arbeit und ihre aktuelle Bedeutung. In: Neues aus der MEGA. Produktivkräfte, Maschinensystem, Charakter der Arbeit, Lage der Arbeiter. Internationales Kolloquium. Hannover 10. Dezember 1983. Hrsg. von der Marx‐Engels‐Stiftung. Wuppertal o. J. (1984)
- Zur Entwicklung der Struktur des geplanten ökonomischen Hauptwerkes von Karl Marx. In: Arbeitsblätter zur Marx‐Engels‐Forschung Heft 20. Halle 1986
- Die Dokumentation der Entstehungsgeschichte des „Kapitals“ in der MEGA-Edition und ihre Bedeutung für die gesellschaftswissenschaftliche Forschung. In: „Das Kapital“, Entstehungs- und Wirkungsgeschichte, Halle 1987, S. 5–19.
- Die Stellung der beiden Grundformen der Konkurrenz in der Struktur des „Kapitals“ und die spezielle Lehre von der Konkurrenz. Zur Diskussion der Begriffe Marktwert, Marktpreis, Produktionspreis (Marktproduktionspreis). In: Beiträge zur Marx‐Engels‐Forschung Heft 25. Berlin 1988
- Ist „Das Kapital“ ein Torso? Über Sinn und Unsinn einer Rekonstruktion des „6‐Bücherplanes“ von Karl Marx. In: Dialektik 3/1992
- Über Sinn und Unsinn eines Textvergleichs zwischen der Engelsschen Ausgabe des dritten Bandes des Kapital von 1894 und dem Marxschen Urmanuskript. In: MEGA‐Studien. Hrsg. von der Internationalen Marx‐Engels‐Stiftung Amsterdam. Berlin 1996